# Paola Carpi de Medina
Paola Carpi de Resmini de Medina (Milán, Italia 23 de junio de 1950 - Roma, Italia 4 de junio de 1988) fue una reconocida bióloga italiana que desarrolló una importante, aunque breve, carrera en el Instituto Venezolano de Investigaciones Científicas. Un año luego de su fallecimiento, el IVIC creó el premio que lleva su nombre, por su trabajo en biofísica, que se otorga a los estudiantes que hayan demostrado excelencia académica durante su permanencia en el posgrado del Centro de Estudios Avanzados de ese instituto.

## Biografía
Paola Carpi nació en Milán pero creció en Roma. Hija de Emilia y Amilcare Carpi, médico fisiólogo y fundador del Instituto Superior de Sanidad de Roma. En 1972 se casó con Rodrigo Medina con quien tuvo un hijo, Humberto, en 1975.
Estudió la secundaria en el Liceo Torquato Tasso, reconocido por su excelencia. En 1969 comenzó sus estudios superiores en Arqueología en la Universidad de los Estudios de Roma pero un año después decidió cambiarse a Biología. En 1972, se traslada junto a su esposo a los Estados Unidos, donde continúa sus estudios en el Instituto de Tecnología de Georgia y luego en la Universidad de Tennessee.
Aún sin culminar sus estudios de pregrado, Carpi y su esposo se mudan a Venezuela donde se inscribe en la Universidad Central de Venezuela y se gradúa en 1981 como Licenciada en Biología, ocupando el primer puesto de su promoción. Ese mismo año comienza sus estudios de posgrado en Fisiología y Biofísica en el IVIC, obteniendo su título, con honores, de Ph.D. en Fisiología y Biofísica en 1987, a los 37 años.
En el Laboratorio de Fisiología Renal, junto a su tutor Guillermo Whittembury, desarrolló su trabajo acerca del transporte de la membrana celular: por primera vez se podía calcular con precisión el diámetro del canal de agua de la membrana.
Durante su doctorado fue diagnosticada con cáncer de mama, enfermedad que padeció por varios años. Paola Carpi falleció en la casa de sus padres, en Roma, en 1988 con 37 años.
A pesar de lo corta de su carrera académica, publicó 17 trabajos científicos en revistas científicas arbitradas y presentó más de 30 ponencias en distintos congresos.

## Honores
En 1989 se crea el Premio Paola Carpi de Medina, que se entrega durante cada graduación del Centro de Estudios Avanzados del IVIC, a los estudiantes que hayan demostrado excelencia académica.

Con este galardón se rinde homenaje a la mujer de espíritu indeclinable y altos valores personales, cuya trayectoria en el instituto es un ejemplo a seguir para las nuevas generaciones
María Teresa Curcio Granado, Guillermo Whittembury (Ediciones IVIC).

## Publicaciones
- González E, Carpi-Medina P & G Whittembury (1982) Cell osmotic water permeability of isolated rabbit proximal straight tubules. The American Journal of Physiology 242:F321-F330.
- Carpi-Medina P, González E & G Whittembury (1983) Cell osmotic water permeability of isolated rabbit proximal convoluted tubules. The American Journal of Physiology 244:F554-F563.
- Carpi-Medina P (1983) Medidas de permeabilidad osmótica celular al agua en túbulos proximales convolutos aislados de riñón de conejo. Tesis de maestría. Instituto Venezolano de Investigaciones Científicas. Altos de Pipe, Venezuela. 114 pp.
- Carpi-Medina P, Lindemann B, González E & G Whittembury (1984) The continuous measurement of tubular volume changes in response to step changes in contraluminal osmolality. Pflügers Archiv European Journal of Physiology 400:343-348.
- Whittembury G, Carpi-Medina P, González E & H Linares (1984) Effect of parachloromercuribenzenesulfonic acid and temperature on cell water osmotic permeability of proximal straight tubules. Biochimica et Biophysica Acta 775:365-373.
- González E, Carpi-Medina P, Linares H & G Whittembury (1984) Osmotic water osmotic of the apical membrane of proximal straight tubular cells. Pflügers Archiv European Journal of Physiology 402:337-339.
- Grantham JJ, Spring KR, Linshaw MA, Whittembury G, Carpi-Medina P, González E, Linares H, Guggino WB, Kerk KL, Shafer JA, Dibona DR & PM Andrews (1984) Cell volume regulation in Epithelia. Nephrology 1. Springer Verlag. Berlín. Pp: 34-38.
- Whittembury G, Paz-Aliaga A, Biondi AC, Carpi-Medina P, González E & H Linares (1985) Pathways for volume flow and volume regulation in leaky epithelia. Pflügers Archiv European Journal of Physiology 405:Suppl 1, S17-S22.
- Carpi-Medina P (1986) Estudio sobre las permeabilidad difusivas y osmóticas del túbulo proximal de riñón de conejo. Tesis de doctorado. Instituto Venezolano de Investigaciones Científicas. Altos de Pipe, Venezuela. 170 pp.
- Whittembury G, Lindemann B, Carpi-Medina P, González E & H Linares (1986) Continuous measurements of cell volume changes in single kidney tubules. Kidney International 30:187-191.
- Whittembury G, Carpi-Medina P, González E & H Linares (1987) Pathways for water absorption and physiological role of the lateral intespaces in the kidney tubule. Artificial Organs 11:478-485.
- Whittembury G, Carpi-Medina P & E González (1987) Channels for water flow in epithelia: characteristics and regulation. Acta Physiologica, Pharmacologica et Therapeutica Latinoamericana 37:555-563.
- Carpi-Medina P & G Whittembury G (1987) Inhibition by pCMBS of water osmotic (Pos) and diffusive (Pd) permeabilities in rabbit kidney proximal cells. Membrane Forum. Frankfurt. Hoppe-Seyler’s Z Biol. Chem. 368:1248.
- Whittembury G & P Carpi-Medina (1987) Mechanisms of water transport across tubular epithelia: Routes for movement. In: McLennan H, Ledsome JR, McIntosh CHS & DR Jones (eds). Advances in Physiological Research. Plenum Press, New York. EE. UU. Pp. 455-468.
- Whittembury G & P Carpi-Medina (1988) Renal reabsorption of water: Are there pores in proximal tubule cells? News in Physiological Sciences (NIPS) 3:61-65.
- Carpi-Medina P & G Whittembury (1988) Comparison of transcellular and transepithelial water osmotic permeabilities (Pos) in the isolated proximal straight tubule (PST) of the rabbit kidney. Pflügers Archiv European Journal of Physiology 412:66-74.
- Carpi-Medina P, León V, Espidel J & G Whittembury (1988) Diffusive water permeability in isolated kidney proximal tubular cells: Nature of the cellular water pathways. The Journal of Membrane Biology 104:35-43.